# Aktenzeichen XY... ungelöst
Aktenzeichen XY… ungelöst – niemiecki program telewizyjny, emitowany od 20 października 1967 na antenie stacji ZDF.
Jego autorem oraz pierwszym prowadzącym był Eduard Zimmermann. Pod względem formuły, audycja ta jest odpowiednikiem polskiego Magazynu Kryminalnego 997. Jej celem jest rzucenie światła na nierozwiązane sprawy kryminalne przy pomocy widzów.